# Sierra Leone op de Olympische Spelen
Sierra Leone is een van de landen die deelneemt aan de Olympische Spelen. Het land debuteerde op de Zomerspelen van 1968. Het heeft nog nooit deelgenomen aan de Winterspelen.
In 2024 nam Sierra Leone voor de dertiende keer deel aan de Zomerspelen. Er werd nog geen medaille gewonnen.
De vijfde plaats van Israel Cole in het boksen van 1984 (halfmiddengewicht) en Eunice Barber in de atletiek van 1996 (zevenkamp) is de hoogst bereikte eindklassering voor Sierra Leone op de Olympische Spelen.

## Deelnemers
Tot en met 2016 kwamen in totaal 49 mannen (waarvan tien tweemaal deelnamen) en 13 vrouwen (waarvan drie tweemaal deelnamen) voor Sierra Leone uit op de Olympische Spelen. De mannen kwamen in vijf olympische sporten uit: atletiek (alle 11 edities), boksen (6x), gewichtheffen (2x), wielersport (1x) en zwemsport (2x). De vrouwen kwamen in de atletiek (10x) en zwemsport (1x) uit.
De atleet Alifu Massaquoi, in 1968 deelnemer voor Sierra Leone, kwam in 1960 uit voor Liberia. De in 1992 en 1996 voor Sierra Leone uitkomende atlete Eunice Barber kwam in 2000 en 2004 uit voor Frankrijk.

### Per sport
| Sport         | Aantal deelnemers | Aantal deelnemers |
| Sport         | mannen            | vrouwen           |
| ------------- | ----------------- | ----------------- |
| Atletiek      | 00035             | 00012             |
| Boksen        | 00009             |                   |
| Gewichtheffen | 00002             |                   |
| Wielersport   | 00001             |                   |
| Zwemsport     | 00002             | 00001             |
| Totaal        | 49                | 13                |

## Medailles en deelnames
De tabel geeft een overzicht van de jaren waarin werd deelgenomen, en eventueel het aantal gewonnen medailles en plaats in het medailleklassement.
| Jaar   | Goud · | Zilver · | Brons · | Totaal | Rang |
| 1968   | 0      | 0        | 0       | 0      | -    |
| 1972   | -      | -        | -       | -      | -    |
| 1976   | -      | -        | -       | -      | -    |
| 1980   | 0      | 0        | 0       | 0      | -    |
| 1984   | 0      | 0        | 0       | 0      | -    |
| 1988   | 0      | 0        | 0       | 0      | -    |
| 1992   | 0      | 0        | 0       | 0      | -    |
| 1996   | 0      | 0        | 0       | 0      | -    |
| 2000   | 0      | 0        | 0       | 0      | -    |
| 2004   | 0      | 0        | 0       | 0      | -    |
| 2008   | 0      | 0        | 0       | 0      | -    |
| 2012   | 0      | 0        | 0       | 0      | -    |
| 2016   | 0      | 0        | 0       | 0      | -    |
| 2020   | 0      | 0        | 0       | 0      | -    |
| 2024   | 0      | 0        | 0       | 0      | -    |
| Totaal | 0      | 0        | 0       | 0      | -    |

Afghanistan · Albanië · Algerije · Amerikaans-Samoa · Amerikaanse Maagdeneilanden · Andorra · Angola · Antigua en Barbuda · Argentinië · Armenië · Aruba · Australië · Azerbeidzjan · Bahama's · Bahrein · Bangladesh · Barbados · België · Belize · Benin · Bermuda · Bhutan · Bolivia · Bosnië en Herzegovina · Botswana · Brazilië · Britse Maagdeneilanden · Brunei · Bulgarije · Burkina Faso · Burundi · Cambodja · Canada · Centraal-Afrikaanse Republiek · Chili · China · Chinees Taipei · Colombia · Comoren · Congo-Brazzaville · Congo-Kinshasa · Cookeilanden · Costa Rica · Cuba · Cyprus · Denemarken · Djibouti · Dominica · Dominicaanse Republiek · Duitsland · Ecuador · Egypte · El Salvador · Equatoriaal-Guinea · Eritrea · Estland · Ethiopië · Fiji · Filipijnen · Finland · Frankrijk · Gabon · Gambia · Georgië · Ghana · Grenada · Griekenland · Groot-Brittannië · Guam · Guatemala · Guinee · Guinee-Bissau · Guyana · Haïti · Honduras · Hongarije · Hongkong · Ierland · IJsland · India · Indonesië · Irak · Iran · Israël · Italië · Ivoorkust · Jamaica · Japan · Jemen · Jordanië · Kaaimaneilanden · Kaapverdië · Kameroen · Kazachstan · Kenia · Kirgizië · Kiribati · Koeweit · Kosovo · Kroatië · Laos · Lesotho · Letland · Libanon · Liberia · Libië · Liechtenstein · Litouwen · Luxemburg · Madagaskar · Malawi · Malediven · Maleisië · Mali · Malta · Marokko · Marshalleilanden · Mauritanië · Mauritius · Mexico · Micronesië · Moldavië · Monaco · Mongolië · Montenegro · Mozambique · Myanmar · Namibië · Nauru · Nederland · Nepal · Nicaragua · Nieuw-Zeeland · Niger · Nigeria · Noord-Korea · Noord-Macedonië · Noorwegen · Oeganda · Oekraïne · Oezbekistan · Oman · Oost-Timor · Oostenrijk · Pakistan · Palau · Palestina · Panama · Papoea-Nieuw-Guinea · Paraguay · Peru · Polen · Portugal · Puerto Rico · Qatar · Roemenië · Rusland · Rwanda · Saint Kitts en Nevis · Saint Lucia · Saint Vincent en de Grenadines · Salomonseilanden · Samoa · San Marino · Saoedi-Arabië · Sao Tomé en Principe · Senegal · Servië · Seychellen · Sierra Leone · Singapore · Slovenië · Slowakije · Somalië · Spanje · Sri Lanka · Soedan · Suriname · Swaziland · Syrië · Tadzjikistan · Tanzania · Thailand · Togo · Tonga · Trinidad en Tobago · Tsjaad · Tsjechië · Tunesië · Turkije · Turkmenistan · Tuvalu · Uruguay · Vanuatu · Venezuela · Verenigde Arabische Emiraten · Verenigde Staten · Vietnam · Wit-Rusland · Zambia · Zimbabwe · Zuid-Afrika · Zuid-Korea · Zuid-Soedan · Zweden · Zwitserland
Historische landen: Bohemen · Bondsrepubliek Duitsland · Brits-Indië · Duitse Democratische Republiek · Joegoslavië · Malaya · Nederlandse Antillen · Noord-Borneo · Noord-Jemen · Saarland · Servië en Montenegro · Sovjet-Unie · Tsjecho-Slowakije · West-Indische Federatie · Zuid-Jemen
Bijzondere deelnames: Onafhankelijke olympische atleten · Vluchtelingenteam 
 Australazië · Duits Eenheidsteam · Gemengd team · Gezamenlijk Team